# Erik Heijblok
Erik Heijblok, né le 29 mai 1977 à Den Oever, est un footballeur néerlandais retraité.

## Biographie

### Carrière en Championnat
| saison  | club           | pays     | division | matches | buts |
| ------- | -------------- | -------- | -------- | ------- | ---- |
| 2003-04 | HFC Haarlem    | Pays-Bas | D2       | 31      | -    |
| 2004-05 | HFC Haarlem    | Pays-Bas | D2       | 27      | -    |
| 2005-06 | HFC Haarlem    | Pays-Bas | D2       | 33      | -    |
| 2006-07 | HFC Haarlem    | Pays-Bas | D2       | 35      | -    |
| 2007-08 | Ajax Amsterdam | Pays-Bas | D1       | 0       | -    |
| 2008-09 | Graafschap     | Pays-Bas | D1       | 34      | -    |
| 2009-10 | AZ Alkmaar     | Pays-Bas | D1       | 0       | -    |
| 2010-11 | AZ Alkmaar     | Pays-Bas | D1       | 0       | -    |

## Palmarès
Néant